# Jay Cooke & Co
Jay Cooke & Co est une banque américaine dont les émissions d'obligations à grande échelle ont permis de financer la guerre de Sécession et qui fut plus tard à l'origine du Krach du 18 septembre 1873.

## Histoire
La banque Jay Cooke & Co a eu la première l'idée des « five-twenties », des obligations qui rapportent un intérêt de 6 % payable en or, d'une durée de 20 ans mais que le porteur peut se faire rembourser, s'il le souhaite, au bout de seulement 5 ans. Cette innovation lui permet de créer le concept de marché obligataire grand public, alors que jusque-là le gouvernement ne plaçait ses obligations qu'auprès des banques. C'est la création des Bons du Trésor. Sur environ 2 milliards de dollars d'emprunts publics américain émis durant la Guerre de Sécession, la banque en a placé sur le marché plus d'un cinquième. Les liens d'amitié d'Henry David Cooke (1825-1881) avec le secrétaire au Trésor américain Salmon P. Chase, et la publicité que son journal fait à ces émissions d'obligations assurent le succès de la banque.
Les associés de la nouvelle banque d'investissement comptent non seulement les frères Jay Cooke et Henry David Cooke (1825-1881) mais aussi les financiers virtuoses William Moorhead et Harris C. Fahnestock. Elle opère en partenariat avec Francis Martin Drexel (1792 – 1863), père d'Anthony J. Drexel, qui a créé à Philadelphie la banque éponyme, ancêtre de la Drexel Burnham Lambert. 
En février 1862, la firme Jay Cooke & Co ouvre des bureaux à Washington, puis en 1865 à New York, à la fin de la Guerre de Sécession, afin de se diversifier car les émissions obligataires commencent à s'assécher. En 1870, c'est un bureau à Londres, dirigé par Hugh McCulloch, ex-secrétaire au Trésor des administrations d'Abraham Lincoln et Andrew Johnson, qui permet de placer dans le public européen des émissions d'obligations de sociétés de chemin de fer. 
En bonne banque d'investissement, la firme ne place pas seulement les titres mais en achète pour son propre compte, dans l'espoir de plus-values et parce qu'ils peuvent constituer un collatéral pour d'autres opérations financières. Jay Cooke & Co devient ainsi créancière et actionnaire important de la Northern Pacific Railway, la seconde ligne de chemin de fer censée relier un océan à l'autre à travers les États-Unis, à partir de 1870. Mais à l'issue de l'Expédition de la rivière Yellowstone, le public découvre que la banque a acheté un trop grand nombre d'obligations de la Northern Pacific Railway. Le cours de celle-ci s'effondre, ne valant plus que quelques pourcents de la valeur d'origine. Jay Cooke & Co ne peut plus compter sur son complice Anthony J. Drexel et doit vendre une partie de ses titres à perte, puis se retrouve en faillite, ce qui déclenche le krach du 18 septembre 1873, à l'origine de la Grande dépression (1873-1896).